# Fallopia filipes
Fallopia filipes är en slideväxtart som först beskrevs av Kanesuke Hara, och fick sitt nu gällande namn av Josef Holub. Fallopia filipes ingår i släktet bindor, och familjen slideväxter. Inga underarter finns listade i Catalogue of Life.